# Ботанічний сад (Грудзьондз)

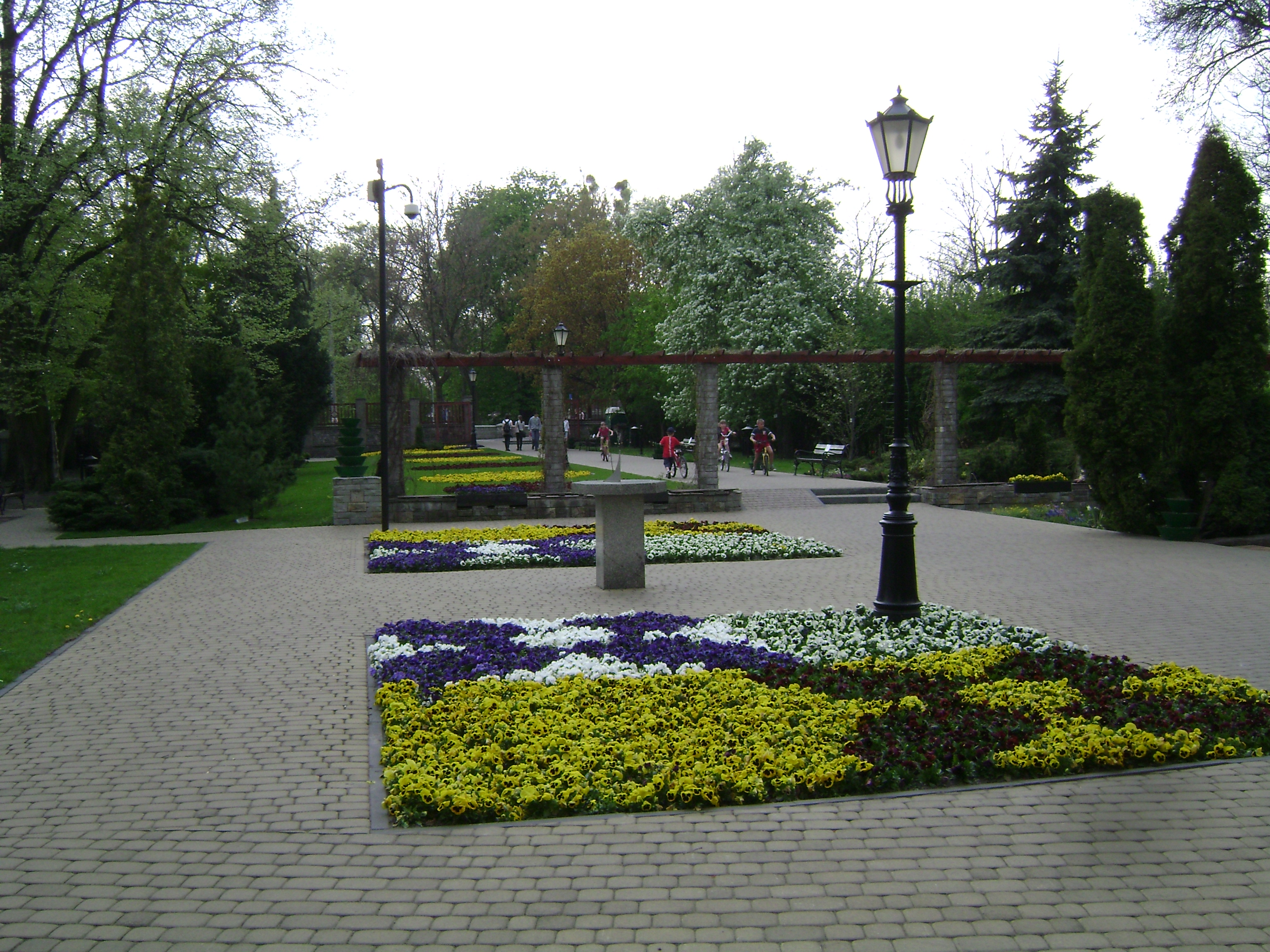
Ботанічний сад у 2011 році

Ботанічний сад у Грудзьондзі (пол. Ogród Botaniczny w Grudziądzu, до Другої світової війни Ботанічний парк ім. Короля Яна III Собеського) — ботанічний сад у місті Грудзьондз (Куявсько-Поморське воєводство, Польща).
Ботанічний сад розташований над каналом Тринка, між вулицями Бема і Армії Крайовой. Займає площу в 0,51 га.

## Історія
Дозвіл про створення дендрологічного саду був надан 12 липня 1933. Роботи по створенню саду продовжувалися протягом двох років. Ботанічний сад був оточений парканом з двома воротами. Були висаджені рідкісні види і сорти дерев і чагарників. У південній частині саду були створени квіткові килими, якими був відомий довоєнний Грудзьондз. Сад перетинає пішохідна доріжка довжиною 2 км, прокладена вздовж каналу Тринка від вулиці Чернечої до вулиці Карабінерів. Ботанічний сад був відкритий у 1935 році.
У 2008 році була проведена реконструкція саду — зробили ремонт газону, видалили хворі дерева і чагарники, висадили нові рослини, придбати нові лавки, замінили освітлювальні ліхтарі. Відновлен сонячний годинник і басейн для водних рослин, посаджено сотні дерев і чагарників більш 30 видів, у тому числі: гінкго дволопатеве, скумпія звичайна, магнолія Суланжа, сосна гірська, сосна Веймутова, клен японський, ліріодендрон тюльпановий, ялиця корейська (Abies koreana), рокитник звичайний.
Встановлені таблички з польською та латинської назою виду та місцем походження. Весною відвідувачі можуть побачити квітучі проліски, лілії, крокуси, тюльпани, нарциси та півники.